# Калюжний Сергій Вікторович
Сергі́й Ві́кторович Калю́жний — сержант Збройних сил України, учасник російсько-української війни.
2018 — водій-механік, 208-ма зенітна ракетна бригада.

## Нагороди
За особисту мужність і героїзм, виявлені у захисті державного суверенітету та територіальної цілісності України, вірність військовій присязі під час російсько-української війни нагороджений
- орденом «За мужність» III ступеня (4.12.2014)